# Wąbrzeźno
Wąbrzeźno [vɔmˈbʒɛʑnɔ] (en allemand Briesen) est une ville polonaise d'environ 13 800 habitants. Elle se trouve à 40 km au nord-est de Toruń et est chef-lieu du Powiat de Wąbrzeźno dans la voïvodie de Couïavie-Poméranie.

## Histoire
Les fouilles archéologiques ont montré que la colonisation slave de la région remonte au VIIIe siècle, avec notamment les vestiges d'un campement protégé d'une palissade et quelques maisons isolées trouvés sur la bande de terre séparant le lac de Friedeck et le lac du château (Schlosssee), desservis par un chemin. Ce campement fut plus tard appelé Wambrez, ce qui en vieux-slave signifie à peu près « entre les bouleaux. »
Au Xe siècle, la Cujavie, pays auquel était rattachée la colonie slave de Wambrez, fut conquise par le duc Mieszko Ier et devint ainsi un fief polonais. Au début du XIIIe siècle, des tribus baltes s’abattirent sur la Cujavie et pillèrent les villages. Comme le duc de Pologne Conrad Ier de Mazovie ne pouvait seul contenir cette invasion, les Borussiens envahissant simultanément plusieurs régions, il appela à la rescousse les Chevaliers teutoniques. En contrepartie, l'Ordre teutonique obtint la cession en 1231 de la Cujavie, région qui lui servit de base arrière pour combattre et finalement subjuguer toute la Prusse. Un diplôme du 28 juillet 1243 signé du légat Guillaume de Modène stipule que deux tiers des régions reconquises par les chevaliers leur reviendront en propre, le tiers restant étant désormais administré par les évêques de Cujavie. Au terme de ce décret, le pape Innocent IV exigea par un décret du 19 avril 1246 que les évêques de Cujavie deviennent, entre autres terres, les seigneurs temporels de Wambrez : il s'agit là de la première mention écrite de cette ville.
L’église Saint-Simon et Juda de Wambresin fut érigée en 1251, et simultanément la ville de Friedeck (le nom donné à l'endroit par l’ordre Teutonique) était fondée.
Au début du XIVe siècle, on reconstruisit l'église en pierre et l'évêque de Cujavie Herman von Prizna fit ceindre la ville de remparts, avec un donjon au nord-ouest de. Au cours de la guerre de Treize ans (1454–1466) qui mit aux prises les Polonais et les chevaliers teutoniques, la ville, son château et les villages alentour furent détruits. Le château, reconstruit, sera jusqu'en 1773 la résidence des évêques de Cujavie.
Par le traité de Thorn (1466) la ville, en tant que territoire du Royaume de Prusse, fut annexée à la Pologne-Lituanie. En 1655, elle fut ravagée par l'armée suédoise lors de la Première guerre du Nord. En 1700, un incendie dévastateur détruisit la ville en grande partie.
Lors du Premier partage de la Pologne en 1772, la ville échut au Royaume de Prusse, fut entre 1807 et 1815 sous domination du Grand-duché de Varsovie avant de redevenir prussienne. En 1788, on la rebaptisa Briesen, puis on y ajouta l'épithète de Prusse-Occidentale. Un nouvel incendie, en 1792, amena les habitants à démanteler le château pour récupérer les pierres et reconstruire les quartiers.
Les habitants de Briesen vivaient largement de la menuiserie et de leur brasserie. Vers le milieu du XIXe siècle la révolution industrielle toucha Briesen à son tour, privilégiée par sa situation de carrefour, accentuée depuis 1848 par la construction d'une chaussée pavée et l'arrivée du chemin de fer. La Kreisbahn Briesen réalisa le raccordement à la ligne ferroviaire Toruń–Tcherniakhovsk. En 1900 il y avait ainsi à Briesen déjà plusieurs cimenteries, des usines de céramique, de construction mécanique et de construction automobile. À cela s'ajoutait une brasserie moderne, une laiterie, des moulins à farine et plusieurs briqueteries. Depuis 1887, Briesen était chef-lieu de l’Arrondissement de Briesen-en-Prusse-Occidentale.
Le 20 janvier 1920, la ville fut tout naturellement rattachée au nouvel État polonais. Briesen prit le nom de Wąbrzeźno et devint siège d'un « powiat. »
Entre 1939 et 1945, elle fut annexée au Troisième Reich. Dans le cadre de la politique nazie de germanisation, 3 500 Polonais de l’Arrondissement de Briesen furent déportés dans le camp de concentration de Potulice et 300 dans le camp de Toruń. On repeupla la ville avec des prétendus « Germains » de Galicie et de Bessarabie.
Le 24 janvier 1945, la 65e armée de l’Armée rouge, sous le commandement du général Pavel Batov, défilait dans les rues de la ville. Il n'y eut de la part des Allemands que peu de résistance, si bien que la ville demeura presque intacte. Les 121 soldats de l'armée Rouge tombés lors des combats pour reprendre l'arrondissement, sont inhumés dans le cimetière militaire de Wąbrzeźno.
Rattachée dès 1945 à la République de Pologne, Wąbrzeźno perdit en 1975 le statut de chef-lieu d'arrondissement, pour finalement le retrouver en 1999.

## Industrie
- ERGIS SA - une entreprise polonaise du secteur de l'industrie chimique, spécialisée dans la transformation des matières plastiques et dans la fabrication des produits en PVC, PET et PE.

### Démographie
- 1772 : 502 habitants
- 1943 : 10 051
- 1988 : 12 396
- 1998 : 14 283
- 2003 : 14 523
- 2007 : 13 830[3]

## Personnalités
- Walther Nernst (1864–1941), chimiste allemand, lauréat du prix Nobel
- Paul Zech (1881–1946), écrivain allemand
- Sigismond Blednicki (1920-1995), résistant franco-polonais, Compagnon de la Libération
- Gisela Hahn (née en 1943), actrice allemande
- Tadeusz Nowicki (née en 1958), industriel polonais

## Gmina
La commune rurale de Wąbrzeźno, à laquelle la ville elle-même n'est pas rattachée, possède une superficie de 200,78 km2 sur laquelle vivent 8529 habitants (2010). Elle comprend les communes suivantes :
| Nom polonais   | Nom allemand (pour l'Entre-deux-guerres) |
| -------------- | ---------------------------------------- |
| Cymbark        | Cymberg (1942-45 Segensberg)             |
| Czystochleb    | Czystochleb (1905-45 Schönbrod)          |
| Frydrychowo    | Friedrichsdorf                           |
| Jarantowice    | Arnoldsdorf (bis 1874 Jerrentowitz)      |
| Jarantowiczki  | Klein Arnoldsdorf                        |
| Jaworze        | Jaworke-Josephsdorf (1900-45 Mittwalde)  |
| Katarzynki     | Katarzinken (1907-45 Katrinchen)         |
| Łabędź         | Labenz (1942-45 Labens)                  |
| Ludowice       | Ludowitz                                 |
| Małe Radowiska | Klein Radowisk (1904-45 Rehfelde)        |
| Michałki       | Michalken (1942-45 Micheln)              |
| Myśliwiec      | Mischlewitz (1942-45 Michelsfeld)        |
| Nielub         | Nielub (1942-45 Nielshuben)              |
| Orzechówko     | Orzechowko (1901-45 Nußdorf)             |
| Orzechowo      | Groß Orsichau (1942-45 Nußfeld)          |
| Plebanka       | Plebanka                                 |
| Pływaczewo     | Plywaczewo (1942-45 Plüschau)            |
| Przydwórz      | Schönfließ                               |
| Rozgard        | Königlich Roßgarth                       |
| Ryńsk          | Rynsk (1902-45 Rheinsberg)               |
| Sitno          | Sitno (1942-45 Sitten)                   |
| Stanisławki    | Stanislawken (1903-45 Bergwalde)         |
| Trzcianek      | Trzianek (1866-1945 Landen)              |
| Trzciano       | Trzianno (1942-45 Tanden)                |
| Wałycz         | Groß Wallitsch (1942-45 Wallisch)        |
| Wałyczyk       | Klein Wallitsch (1942-45 Kleinwallisch)  |
| Węgorzyn       | Wengorzyn (1868-1945 Wangerin)           |
| Wronie         | Wronie (1866-1945 Fronau)                |
| Zieleń         | Zielen (1942-45 Zelen)                   |

## Jumelage
Depuis 2006, il y a une convention de jumelage avec la ville allemande de Syke dans l'Arrondissement de Diepholz en Basse-Saxe.